# ユーロサトリ
ユーロサトリ（フランス語: Eurosatory）は、フランス共和国パリで開催されている国際的な防衛・安全保障展示会。2年おきに6月頃にパリ近郊で開催される。

## 概要
ユーロサトリは世界各国の防衛・安全保障に関連する製品の展示会である。展示される製品は、戦車、装甲車、トラックなどの車両類から、小火器、ナイフなどの小型武器や、ミサイル、通信機、被服などといった製品実物のみならず、素材やセンサ類といった構成部品、兵站サービス、シミュレーション、衛生活動や災害対策システムなどサービス分野まで多岐にわたる。
従来は陸上の武器・兵器が中心であったが、2000年以降は防犯・防災・対テロを主眼にした製品も中心となっている。武器輸出三原則があったため武器は取り扱えないものの、日本企業も海外法人を通じて小規模ながら製品を展示していた。
兵器を対象にした展示会としては世界最大規模で、一般人の入場は制限されており、来場者は出展者をはじめ、業界関係者や政府機関メンバー、関連分野での専門職など招待されたプロフェッショナルに限られている。また16歳以下の入場も禁止されている。展示スペースの一部は屋内で開かれており、屋外にも展開されている。
2014年、初めて日本パビリオンが設けられ、様々な製品が展示された。この要因として、武器輸出三原則に変わって防衛装備移転三原則が制定されたため、加えて大手日本企業が開発した兵器も展示されることが決まったと報じられた。しかしユーロサトリの日本代理店クライシスインテリジェンスは、出展企業は防衛装備品移転三原則の制定される2014年4月より前に決定しており、新三原則が発表された後に出展が決まったわけではないとしており、また東京新聞など一部メディアはこのことを事前に説明されていたにもかかわらず、事実と異なる報道をしたと主張している。

## 発展
ユーロサトリの原型は1950年代中頃から1960年代中頃までの間にフランス陸軍が駐屯するサトリにて、毎年にわたり陸軍実験隊による運用中の兵器の試験展示がされていた。最初の展示会は同じサトリにて装備総代表部が主催して約30の出展者を誘致し、1967年に開催される。以降、サトリ Iからサトリ Xまで開催される。
1992年、展示会はヨーロッパを意識してユーロサトリと命名され、第1回は陸上防衛機器展示会としてル・ブルジェ見本市会場があるル・ブルジェに移転される。
1994年にはアメリカ合衆国が初出展し、展示会には多くの北大西洋条約機構加盟国が参加した。1996年にロシア連邦の防衛産業が参加したことにより展示会はグローバル規模となった。
2000年、展示会は「航空陸上防衛国際展示会」となる。2002年から会場はパリ・ノール・ヴィルパント見本市会場（fr:Parc des expositions de Paris-Nord Villepinte）で開催される。開催中、71ヶ国から110の代表団、450人のVIPと24人の大臣が訪れている。
2006年、公式サイトでは開催時には出展者1,083、入場者は48,000人に及び、その50％が外国人で占められた。
2008年は展示会史上、大盛況であり、出展者1,210、入場者11万7千人、そして117の代表団が訪れている。代表団の一部はその後夕食のためルーヴル美術館に招待される。
2010年度のテーマは「国際防衛ウィーク」と名付けられ、特に地上ロボットと無人航空機そして医療活動に重点が置かれた。出展者は54ヶ国から1,327事業体が参加し、専門家53,566人が訪れている。
2012年度のテーマは「陸上の防衛と安全保障」で、サイバー空間を主目的とした初のサイバーディフ＝サイバーセキュ・フォーラム（CyberDef-CyberSec）が開かれる。